# Fasciosminthurus strasseni
Fasciosminthurus strasseni is een springstaartensoort uit de familie van de Bourletiellidae. De wetenschappelijke naam van de soort is voor het eerst geldig gepubliceerd in 1964 door Paclt.